# Fort Worth, Teksas
Fort Worth je grad u SAD-u, u saveznoj državi Teksas. Godine 2008. imao je 703.073 stanovnika. Šire gradsko područje, tzv. Metroplex Dallas-Fort Worth, koje uz ta dva grada uključuje i Arlington, Plano te Denton, ima 6.300.006 žitelja.
Fort Worth je osnovan 1849. kao izdvojena vojna utvrda (eng. fort). Danas je jedan od američkih gradova koji su dobrim dijelom zadržali tradicionalnu kulturu i duh Divljeg zapada.

## Vanjske poveznice
- Službena stranica  Arhivirana inačica izvorne stranice od 1. studenoga 2010. (Wayback Machine) (engl.)

### Ostali projekti
|  | Zajednički poslužitelj ima još gradiva o temi Fort Worth, Teksas |